# Franz de Schmid
Franz Xavier Baron de Schmid, französisch: François Xavier de Schmid, (* 24. September 1858 in Saaralben; † nach 1907) war Gutsbesitzer, Fabrikbesitzer und Mitglied des Deutschen Reichstags.

## Leben
Franz de Schmid studierte nach empfangener Vorbildung in Paris von 1877 bis 1880 Mathematik und Naturwissenschaften. Ab 1883 war er Guts- und Fabrikbesitzer in Saaralben. Bis 1883 diente er bei der französischen Kavallerie. In den 1890er Jahren war er Direktor und Hauptaktionär der Saline und der Salzwerke Salzbronn in Saaralben (Lothringen). Am 18. Mai 1901 erhielt er den Kronenorden II. Klasse und am 21. Mai 1902 wurde ihm der Charakter als Rittmeister verliehen.
Von 1898 bis 1907 war er Mitglied des Deutschen Reichstags für den Wahlkreis Reichsland Elsaß-Lothringen 12 (Saargemünd, Forbach). Politisch gehörte de Schmid zum rechten Flügel des politischen Katholizismus und schloss sich im Reichstag als Hospitant der Fraktion der Deutschkonservativen an.